# Jan Dirk Blaauw
Jan Dirk Blaauw (Padang, 27 april 1941 – Sassenheim, 24 februari 2020) was een Nederlands politicus. Voor de Volkspartij voor Vrijheid en Democratie (VVD) was hij tussen 1978 en 2003 met enkele onderbrekingen lid van de Tweede Kamer der Staten-Generaal. Zijn bijnaam in de Kamer was Marineblauw, ter onderscheiding van zijn fractiegenoot Piet Blauw (Boerenblauw) en refererend aan zijn verleden bij de Koninklijke Marine.

## Loopbaan
Jan Dirk Blaauw volgde tussen 1959 en 1962 de officiersopleiding aan het Koninklijk Instituut voor de Marine (KIM) in Den Helder. Vervolgens was hij tot 1978 officier bij de Koninklijke Marine. Zijn laatste functie was docent bij de onderzeebootbestrijding aan de Operationele School van de marine. Op 16 januari 1978 kwam hij tussentijds in de Tweede Kamer, nadat een aantal Kamerleden van zijn partij zitting namen in het kabinet-Van Agt I. In de Tweede Kamer hield hij zich bezig met defensie, buitenlandse zaken en verkeer (infrastructuur). Hij behoorde in 1980 en 1981 tot de minderheid van zijn fractie die tegen het uit de Grondwet schrappen van de bepaling over de doodstraf stemde.
Bij de Tweede Kamerverkiezingen van 1986, van 1989 en van 2002 verdween Blaauw uit het parlement, om er korte tijd later als tussentijdse vervanger toch weer terug te keren. Bij de Tweede Kamerverkiezingen van 2003 was hij niet meer herkiesbaar.
Blaauw was kapitein-luitenant-ter-zee buiten dienst en werd onderscheiden als Ridder in de Orde van de Nederlandse Leeuw en Ridder in de Orde van Oranje-Nassau.
In 2006 zegde hij zijn lidmaatschap van de VVD op. Hij bleek zich verkiesbaar te hebben gesteld voor de nieuwe rechtse partij EénNL bij de verkiezingen in dat jaar. Blaauw stond op een 18e plaats op de lijst, maar de partij haalde geen zetels. Hij meldde zich in 2008 opnieuw aan bij de VVD en was daarna nog voorzitter van de afdeling Teylingen en de Kamercentrale Zuid-Holland-Noord.
Jan Dirk Blaauw overleed in 2020 op 78-jarige leeftijd.
- Parlement.com: vg09llm76fya